# Chargé de communication
 (mai 2021).
Si vous disposez d'ouvrages ou d'articles de référence ou si vous connaissez des sites web de qualité traitant du thème abordé ici, merci de compléter l'article en donnant les références utiles à sa vérifiabilité et en les liant à la section « Notes et références ».
 (mai 2021).
Le chargé de communication est celui qui développe des actions de communication vers des publics variés en cohérence avec la stratégie générale de l'établissement. Il met en œuvre tout moyen, action, réseau de communication visant à faciliter celles-ci au sein et à l'extérieur de sa structure,.

## Activités essentielles
- Réaliser les produits et supports de communication écrits (journaux internes, communiqués, revues de presse…), oraux (conférence de presse, discours…), visuels et audiovisuels ou des éléments d'exposition.
- Conseiller les acteurs de la recherche dans leur démarche de communication et les assister dans leurs choix.
- Concevoir et organiser des manifestations spécifiques institutionnelles, scientifiques et grand public (exposition, plaquette, brochure…) ; rechercher éventuellement des partenaires techniques ou financiers.
- Créer et animer les réseaux de correspondants dans les structures de l'établissement.
- Entretenir et développer les réseaux de relations externes (partenariats, secteurs associatifs, musées…)
- Établir et gérer le budget des opérations de communication ; planifier les dépenses.
- Évaluer les retombées des actions de communication.
- Négocier avec les prestataires et les fournisseurs.
- Assurer une veille technologique sur les outils et les techniques de communication et favoriser leur utilisation.
- Actualiser et élargir ses connaissances en participant à des réunions scientifiques (colloques, séminaires…).
- Animer une équipe et coordonner l'activité des différents services en vue de la réalisation d'objectifs déterminés.
- Constituer et gérer une documentation personnelle et tirer parti des ressources documentaires sur supports variés.

## Compétences
- Maîtriser, au plan des principes et de la mise en œuvre, les techniques de l'information.
- Connaître les techniques complémentaires liées à la communication (imprimerie, audiovisuel, base de données documentaires, multimédia, PAO…).
- Savoir organiser une recherche d'informations pour les traiter et les classer, éventuellement les synthétiser en fonction des demandes.
- Savoir concevoir et rédiger les messages avec un langage et un style adaptés.
- Savoir recueillir, vérifier et sélectionner les informations actualisées relatives à la vie de l'établissement.
- Savoir élaborer un cahier des charges planifiant les actions et le conduire dans un contexte de forte contrainte de temps.
- Pour les chargés de communication dans les domaines de l'enseignement ou de la recherche scientifique, connaître les éléments de langage relatifs aux disciplines scientifiques et à l'environnement de la recherche dans son domaine d'intervention.
- Connaître les méthodologies de l'évaluation des projets et des actions de communication.
- Savoir animer une équipe.
- Savoir développer des relations avec des partenaires divers (communauté scientifique, personnalités politiques et institutionnelles, journalistes, professionnels de l'information).
- Connaître les règles juridiques concernant les droits d'auteurs.
- Pratiquer l'anglais, éventuellement une deuxième langue internationale (comme l'espagnol ou chinois).

## Formations
- Diplôme réglementaire exigé pour le recrutement externe : licence.
- Formation recommandée : sciences de l'information, communication. D'autres formations peuvent être adéquates pour être chargé de communication (par exemple, l'informatique NTIC).

## Environnement et contexte de travail
- L'activité s'exerce dans un service de communication d'un établissement public d'enseignement supérieur et/ou de recherche, un département à dominante disciplinaire ou une structure décentralisée.

Dans les grandes structures, le chargé de communication est dirigé par un directeur de la communication (ou "DirCom").